# Осборн, Робин
Робин Осборн (англ. Robin Grimsey Osborne; род. 11.03.1957) — британо-английский историк-антиковед, эллинист. Специалист по архаической Греции, исследователь древнегреческой истории и искусства, археолог. Доктор философии, профессор Кембриджа (с 2001 года), член Британской академии (2006). Также один из наиболее крупных британских специалистов по истории афинской демократии.
Окончил кембриджский Кингс-колледж, где получил и степень доктора философии.
В 1982-6 гг. сотрудник родного колледжа. С 1986 г. в Оксфорде, где сперва сотрудник Магдален-колледжа, и с того же года лектор античной истории и сотрудник Колледжа Корпус Кристи.
В 2001 г. возвратился в Кембридж на должность профессора античной истории, также член и старший тьютор Кингс-колледжа.
В 2006–12 глава Council of University Classical Departments.
В 2012-3 гг. президент Классической ассоциации.
Член редколлегий нескольких журналов и серий книг. Член редколлегии Past & Present.

## Труды
Книга «Greece in the Making, 1200—479 BC» посвящена истории доклассической Греции. Книга «Archaic and Classical Greek Art» посвящена искусству архаической и классической Греции. Небольшая по объёму книга «Greek History» посвящена ключевым темам древнегреческой истории от конца бронзового века (ок. 1200 г. до н. э.) до римского завоевания. Книга «Athens and Athenian Democracy» посвящена Древним Афинам и Афинской демократии, главным образом 4 века до н. э.
Книги
- Demos: the discovery of classical Attika (Cambridge University Press, 1985)
- Classical landscape with figures. The ancient Greek city and its countryside (London, George Philip and New York, Sheridan House, 1987)
- Greece in the Making, 1200—479 BC. London and New York: Routledge, 1996. ISBN 0-415-03583-X.
  - (испанский перевод) La formación de Grecia 1200-479B.C. Crítica, Barcelona, 1998.
  - (греческий перевод) Odysseas, Athens, 2000.
  - (2-е издание) Greece in the Making, 1200—479 BC. Second edition. Routledge History of the Ancient World. London/New York: Routledge, 2009. ISBN 9780415469913.
- Archaic and Classical Greek Art (Oxford, 1998)
- Greek History. London and New York: Routledge, 2004. ISBN 0-415-31717-7 ISBN 0-415-31718-5.
  - (расширенное издание) Greek History: the Basics (Routledge, 2014)
- (сборник работ) Athens and Athenian Democracy (Cambridge, 2010)
- The History Written on the Classical Greek Body (Cambridge, 2011) (в рамках проекта 'Changing Beliefs of the Human Body' финансируемого Leverhulme Trust)

Редактор
- (редактор с Susan E. Alcock) (сборник 11 эссе) Placing the Gods: Sanctuaries and Sacred Space in Ancient Greece. Oxford: 1994. ISBN 0-19-814947-6.
- (co-edited with Simon Goldhill) Rethinking Revolutions through Classical Greece (Cambridge, 2006)
- (редактор) «Debating the Athenian Cultural Revolution» (Cambridge University Press, 2007).